# Oxyeleotris stagnicola
Oxyeleotris stagnicola är en fiskart som beskrevs av Allen, Hortle och Samuel J. Renyaan 2000. Oxyeleotris stagnicola ingår i släktet Oxyeleotris och familjen Eleotridae. Inga underarter finns listade i Catalogue of Life.